# Leucania laevusta
Leucania laevusta là một loài bướm đêm trong họ Noctuidae.